# Hande Subaşı

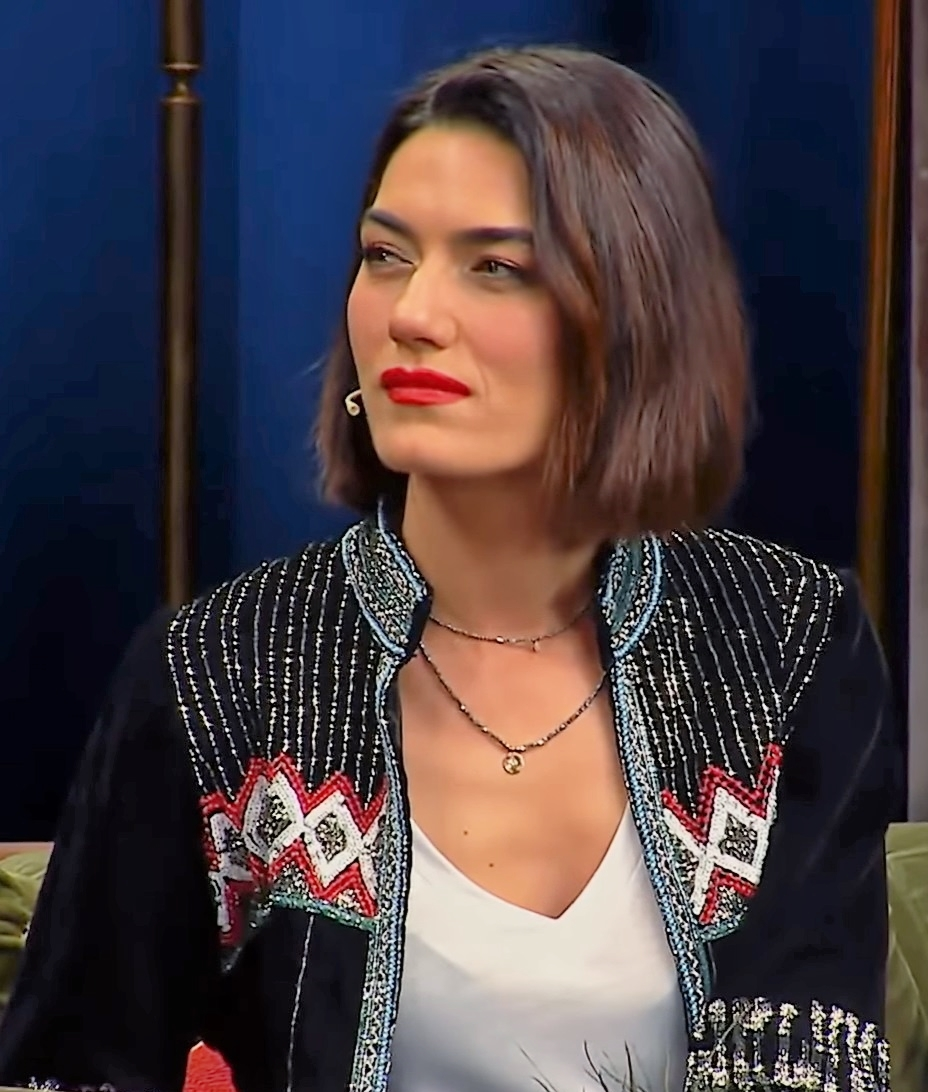
Hande Subaşı, 2018

Hande Subaşı (* 21. Februar 1984 in Ankara) ist eine türkische Schauspielerin und Gewinnerin eines Schönheitswettbewerbs.

## Leben und Karriere
Subaşı wurde am 21. Februar 1984 in Ankara geboren. 2005 nahm sie an Miss Turkey und wurde Erste. Ihr Debüt gab sie 2006 in der Fernsehserie Adak. Danach spielte sie 2009 in dem Film Gelecekten Bir Gün mit. Außerdem war sie zwischen 2014 und 2015 in Diriliş Ertuğrul zu sehen. Unter anderem wurde sie 2017 für die Serie Bahtiyar Ölmez gecastet. 2021 trat sie in Baht Oyunu auf.

## Filmografie
Filme
- 2009: Gelecekten Bir Gün
- 2009: Güneşi Gördüm
- 2011: Anadolu Kartalları
- 2016: Defne'nin Bir Mevsimi
- 2016: Propaganda Ana 2
- 2017: Aşk Uykusu

Serien
- 2006: Adak
- 2006: Kuşdili
- 2007–2009: Elveda Rumeli
- 2010: Elde Var Hayat
- 2012: Düşman Kardeşler
- 2014–2015: Diriliş Ertuğrul
- 2017–2018: Bahtiyar Ölmez
- 2021: Baht Oyunu
- 2022: Zevcat